# Valentin Gschmeißner
Valentin Gschmeißner (* 17. August 1993 in Wolfratshausen) ist ein deutscher Eishockeyspieler, der zuletzt beim ESV Kaufbeuren in der DEL2 unter Vertrag stand.

## Karriere
Valentin Gschmeißner durchlief zunächst die Jugendabteilungen des SC Riessersee, bis er in der Saison 2008/09 zu seinen ersten Einsätzen für die U18-Mannschaft des SC Riessersee kam. Er spielte in dieser Saison parallel auch für die U18-Mannschaft des EV Landsberg. In den Saisons 2009/10 und 2010/11 spielte Gschmeißner ausschließlich für das U18-Team des SC Riessersee. Daraufhin wechselte er zum U18-Team des EV Füssen, für das er zwei Saisons bestritt. Parallel hatte Gschmeißner auch mehrere Einsätze in der ersten Mannschaft des EV Füssen. Ab der Saison 2013/14 spielte Valentin Gschmeißner für die erste Mannschaft des SC Riessersee in der DEL2. Sein erstes Zweitligator erzielte Gschmeißner beim 4:1-Erfolg gegen die Lausitzer Füchse.
Weitere Stationen waren zwischen 2018 und 2020 der EC Bad Tölz und der ESV Kaufbeuren in der DEL2.

## Karrierestatistik
(Legende zur Spielerstatistik: Sp oder GP = absolvierte Spiele; T oder G = erzielte Tore; V oder A = erzielte Assists; Pkt oder Pts = erzielte Scorerpunkte; SM oder PIM = erhaltene Strafminuten; +/− = Plus/Minus-Bilanz; PP = erzielte Überzahltore; SH = erzielte Unterzahltore; GW = erzielte Siegtore; 1 Play-downs/Relegation; Kursiv: Statistik nicht vollständig)